# نهى العمروسي
نهى العمروسي (11 يناير 1963 -)، ممثلة مصرية.

## عن حياتها
جدها هو الصحفي «محمد نجيب» رئيس تحرير جريدة المساء، حصلت على بكالوريوس المعهد العالي للسينما قسم سيناريو عام 1990، أول أعمالها كان أمام المخرج يوسف شاهين خلال فيلم حدوتة مصرية عام 1982، تزوجت من الممثل مصطفى كريم، كتبت السيناريو لبعض الأفلام، شهدت مسيرتها الفنية انخفاض بعد قضية المخدرات التي حبست فيها في عام 2013.

## أعمالها

### من الأفلام
- الشريط الأخضر.
- كباريه.
- آخر الدنيا.
- فيلم ثقافي.
- هيستيريا.
- حلق حوش.
- فضيحة العمر.
- حارة برجوان.
- زمن الممنوع.
- سفاح في مدرسة المراهقات.
- شمس الزناتي.
- اللعب مع الشياطين.
- جيل آخر زمن.
- العذراء والعقرب.
- جزيرة الشيطان.
- حنفي الأبهة.
- سنوات الخطر.
- عندما يبكي الرجال.
- بيت القاصرات.
- حدوتة مصرية.

### من المسلسلات
- ضمير أبله حكمت
- شارع عبد العزيز.
- الحارة.
- مملكة الجبل.
- حقي برقبتي.
- الجبل.
- نجمة الجماهير.
- أميرة في عابدين.
- القرموطي في مهمة رسمية.
- زيزينيا - الجزء الثاني.
- تلفزيون في بيتي.
- الزواج على طريقتي.
- مطلوب عروسة.
- حالة تلبس.
- هي وغيرها.
- الباقي من الزمن ساعة.
- حكاية حياة(هند السواح)
- احنا الطلبة سنة 2011
- الخانكة.

### من المسرحيات
- الفضيحة.

## روابط خارجية
- نهى العمروسي على موقع الدهليز
- نهى العمروسي على موقع قاعدة بيانات الأفلام العربية